# Henry Tibbats Stainton
Henry Tibbats Stainton est un entomologiste britannique, né le 13 août 1822 à Londres et mort le 2 décembre 1892 à Lewisham près de Londres.
Il est l’auteur du Manual of British Butterflies and Moths (1857-1859). Il participe, avec d’autres entomologistes, l’Allemand Philipp Christoph Zeller (1808-1883), le Suisse Heinrich Frey (1822-1890) et le Britannique John William Douglas (1814-1905), à l’édition de The Natural History of the Tineina (1855-1873).